# Viva (álbum de Cassiane)
Viva é o décimo oitavo álbum de estúdio da cantora brasileira Cassiane, e o primeiro lançado pela Sony Music.Viva chegou às lojas em 2010. A crítica especializada destacou a produção de Jairinho Manhães, considerando-a equilibrada no uso dos instrumentos.
O disco recebeu várias indicações ao Troféu Promessas, além de vender mais de 160 mil cópias no Brasil, recebendo disco de platina duplo pela ABPD.
| Críticas profissionais | Críticas profissionais |
| Avaliações da crítica  | Avaliações da crítica  |
| Fonte                  | Avaliação              |
| ---------------------- | ---------------------- |
| Super Gospel           | (favorável)            |
| O Propagador           | [ 5 ]                  |

## Faixas
1. De Uma Forma Diferente (Rodney Santos e Davi Vianna)
2. Celebrarei (Jairo Bonfim)
3. O Nazareno (Moisés Cleyton)
4. Escolhido (Tony Ricardo)
5. Sou Um Milagre de Deus (Vânia Santos)
6. Creia no Milagre (Roberto Reis)
7. Memorial de Deus (Tony Ricardo)
8. A Unção de Deus (Hemerson Poubel)
9. Primeiro Amor (Moisés Cleyton)
10. Desemborca o Vaso (Moisés Cleyton)
11. Águas da Unção (Ronny Barbosa, Celso Barbosa e Cassiane)
12. Não Vai Faltar (Moisés Cleyton)
13. Faz-me Viver Outra Vez (Elaine Araújo)
14. Jesus Cristo Vem (Hemerson Poubel)

## Clipes
1. Celebrarei (O clipe da música foi gravado no Rio de Janeiro, mas não foi lançado.)
2. Escolhido
3. Primeiro Amor
4. Desemborca O Vaso
5. Águas da Unção

## Ficha técnica
- Arranjos, produção musical e regência: Jairinho Manhães
- Produção de voz: Jairo Bonfim e Jairinho Manhães
- Fonoaudióloga: Lilian Azevedo
- Piano: Ronny Barbosa
- Bateria: Sidão Pires e Cláudio Infante
- Baixo: Marcos Natto e Marcos Salles
- Teclados e loops: Anderson Gomes e Jairinho Manhães
- Violões (aço e nylon) e bandolim: Tavinho Menezes
- Guitarra base e solo: Tavinho Menezes e Anderson Gomes
- Percussão: Zé Leal
- Sax tenor: Josué Lopes
- Trompa: Ismael Lopes
- Flauta: Jairinho Manhães
- Acordeon: Lenno Maia
- Violino solo na música "O Nazareno": Alexandre Schubert
- Violino solo na música "Primeiro Amor": Aramis Rocha
- Violinos: Aramis Rocha, Guilherme Sotero, Jean Paulo Casimiro, Rodolfo Lota, Rodrigo Silva, Milton Júnior, Éverton Amorim, Rafael Pires, Robson Rocha, Anderson Santoro, Ângelo Martins e Cuca
- Cellos: Thiago Almeida, Fabrício Rodrigues e Deni Rocha
- Vocal: Kátia Santana, Lilian Azevedo, Sula Maia, Joelma Bonfim, Josy Bonfim, Jairo Bonfim, Adiel Ferr, Roby Olicar e Marquinhos Menezes
- Participação especial nas músicas 3 e 7: Coral Renovasoul
- Participação especial na música "Celebrarei": Coral infanto-juvenil
- Fotos: Cristiana Mendonça